# Astolf Grafczyński
Astolf Grafczyński (ur. ok. 1840, zm. 1880) – aktor prowincjonalny w Galicji.
Był synem urzędnika i aktorki grającej na prowincji – Aleksandry Grafczyńskiej, mężem aktorki Ludwiki Grafczyńskiej (z Włościborskich), ojcem aktorki Felicji Grafczyńskiej. Już jako kilkuletnie dziecko występował (dzięki matce – aktorce związanej z teatrem krakowskim) na scenie teatralnej m.in. w roli Amorka (w Chłopie milionowym). Dzięki wstawiennictwie ojca pracował jako pisarz prowentowy, później próbował zająć się kupiectwem. W teatrze prowincjonalnym debiutował w zespole Miłosza Stengla w roku 1869 w Tarnowie i brał udział w jego objeździe po miastach Galicji. W 1870 wyjechał ze Stenglem do Wielkopolski (Poznań, Pleszew). Wówczas też poznał aktorkę, córkę powstańca listopadowego Ludwikę Włościborską, z którą ożenił się (już w Galicji). W latach 1871–1872 występował (wraz z żoną) w zespole Wsawerego Wołłowicza w Galicji (m.in. w Tarnowie i Rzeszowie). W latach 1873–1874 prowadził własny teatr prowincjonalny w całej Galicji. W 1875 zorganizował pierwszy w Galicji i we Lwowie (na wzór istniejących w Warszawie) – teatr ogórkowy (letni), który mieścił się przy ul. Jagiellońskiej. W 1876 znów kierował zespołem w Galicji, grano wówczas w: Złoczowie, Rohatynie, Brzeżanach, w r. 1877 w Buczaczu i Czortkowie. W lecie 1877 jego zespół występował w zorganizowanym przez Miłosza Stengla teatrze „Pod Sroką” we Lwowie. W 1878 wystąpił Grafczyński na scenie krakowskiej w roli Rotmistrza (Damy i huzary). W 1878–79 grał znów na prowincji w zespole Piotra Woźniakowskiego m.in. w Nowym Sączu. Grał do roku 1880. We Lwowie wydawał kuplety i satyry (także swojego autorstwa) w redagowanym i finansowanym przez siebie piśmie satyrycznym „Śmieszek”.